# سیما ضرغامی
سیما ضرغامی (زادهٔ ۲۴ آذر ۱۳۴۱) مدیر و کارآفرین ایرانی-آمریکایی شبکه‌های تلویزیونی است. او در خلال سال‌های ۲۰۰۶ تا ۲۰۱۸ رئیس شبکهٔ نیکلودین و گروه کودکان و خانوادهٔ شبکهٔ ام‌تی‌وی بود. او از یک پدر ایرانی و یک مادر اسکاتلندی در آبادان متولد شد. خانوادهٔ او ابتدا به کانادا رفتند و در نهایت مقیم نیوجرسی آمریکا شدند.
او در سال ۲۰۰۶ توانست عنوان زن سال در بخش «زنان در ارتباط کابلی» را نیز به خود اختصاص دهد. میزان سرمایه ضرغامی ۳۳ میلیون دلار برآورد شده است که او را در فهرست ثروتمندترین زنان ایرانی الاصل قرار داده است.